# Ceren Necipoğlu
Fatma Ceren Necipoğlu (Istanbul, 18 de gener de 1972 - 1 de juny de 2009) va ser una arpista i acadèmica turca. Després de cursar l'educació bàsica i secundària a Istanbul va anar al Conservatori Municipal d'Istanbul i va estudiar arpa al Conservatori de la Universitat d'Istanbul.
Va perdre la vida a l'oceà Atlàntic, tornant d'un esdeveniment musical a Rio de Janeiro quan anava a bord del vol 447 d'Air France. El seu cos va ser descobert més de dos anys després i fou enterrat a Kanlıca, Istanbul, el 24 de novembre del 2011. Apart de ser artista, Necipoğlu era la cap del Departament d'Arpa del Conservatori de la Universitat d'Anadolu a Eskişehir.

## Reconeixement
L'artista turca Zeynep Öykü Yılmaz, una de les alumnes de Necipoğlu, va fer una adaptació per a arpa de Haru no Umi (El mar a la primavera) del compositor japonès Michio Miyagi en memòria de la seva professora.